# King Records

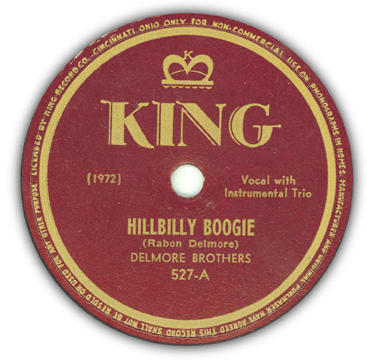
Skivetikett från 1946.

King Records Incorprated var ett amerikanskt oberoende skivbolag som grundades i Cincinnati, Ohio 1943 av Syd Nathan. Utöver etiketten King, gav bolaget även bland annat ut på etiketterna Queen (bildat 1943 av King för "race records"), Federal (grundat 1950 av King), De Luxe (köpt 1952) och Bethlehem (köpt 1962). Bolaget flyttade 1968 till Nashville, Tennessee och såldes 1971 till Starday Records. Bolaget är mest känt för sitt långvariga samarbete med James Brown (från 1956 och framåt). Utöver soul gjorde King även inspelningar av country, rock, R&B och annat.
Bland artisterna på King kan nämnas James Brown, Nina Simone, Wynonie Harris, The Delmore Brothers, Hal Singer, Roy Brown, Hank Ballard, The Dominoes, Freddy King, Albert King, Hardrock Gunter, Stick McGhee, Lonnie Mack, Little Willie John, Ivory Joe Hunter, Johnny "Guitar" Watson, Grandpa Jones, Annisteen Allen, Trini López och Ralph Willis.

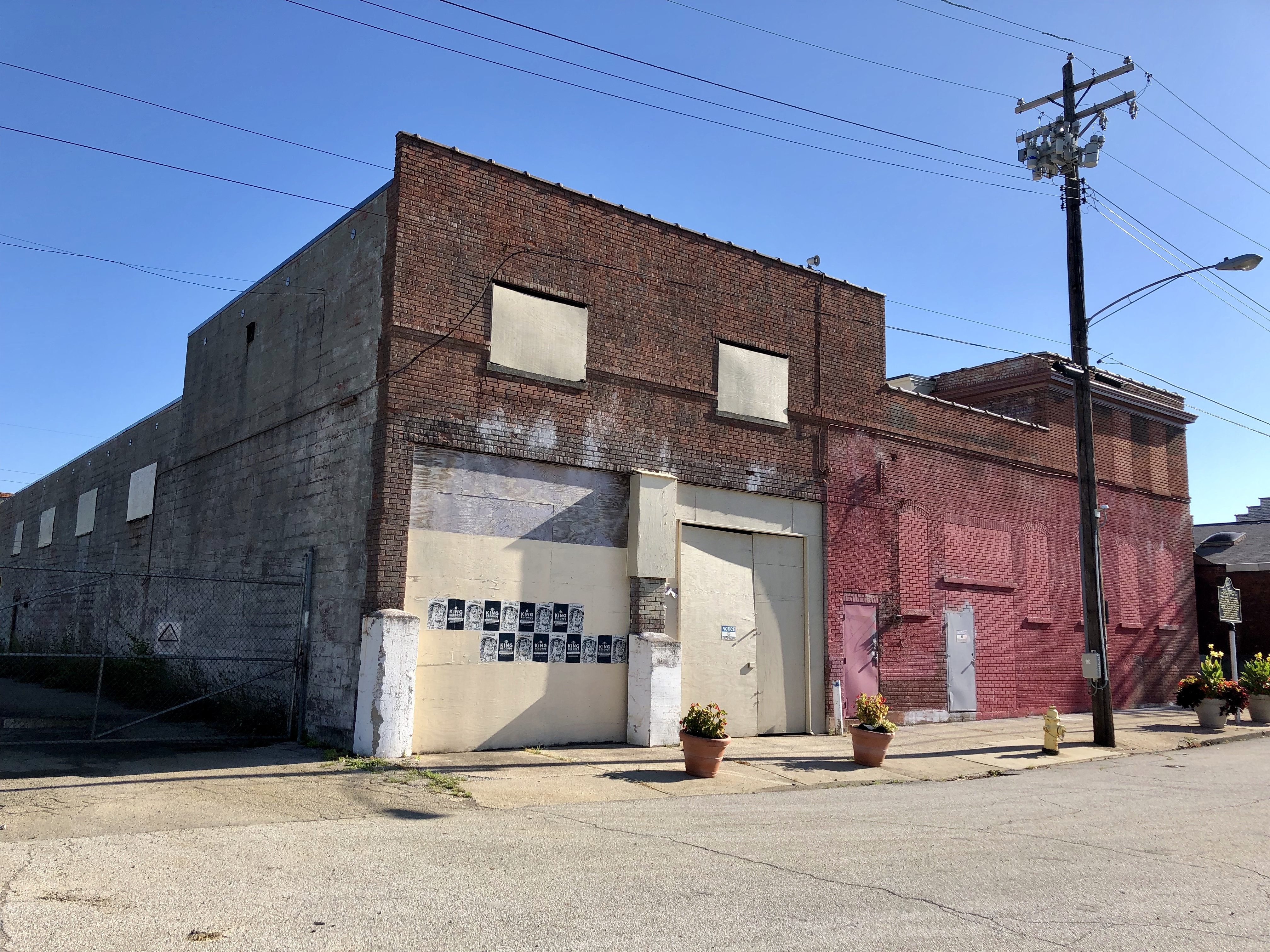
Bolagets tidigare lokal i Cincinnati fotograferad 2019. Längst till höger syns en minnestavla över företaget.
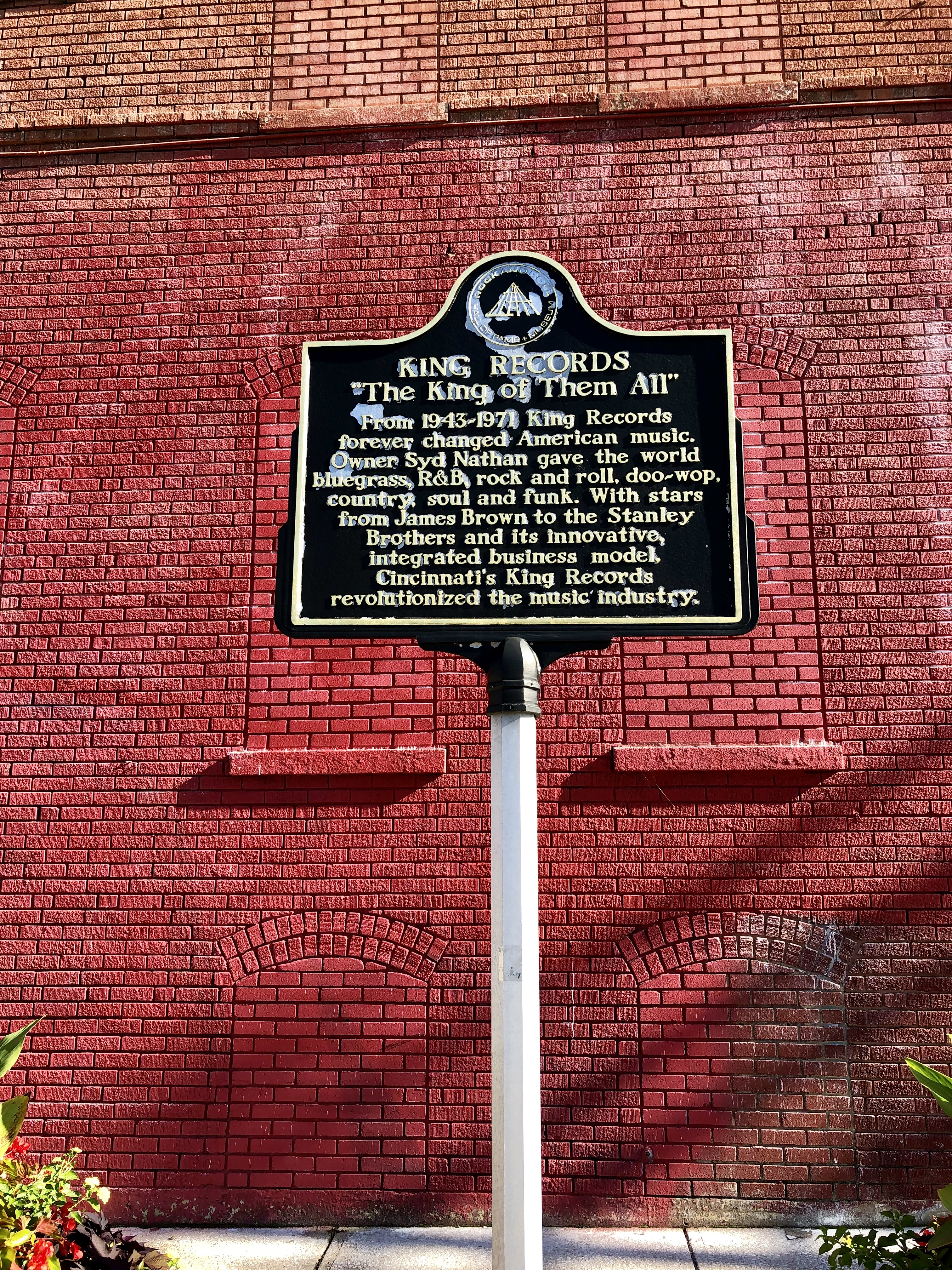
Närbild på minnestavlan.
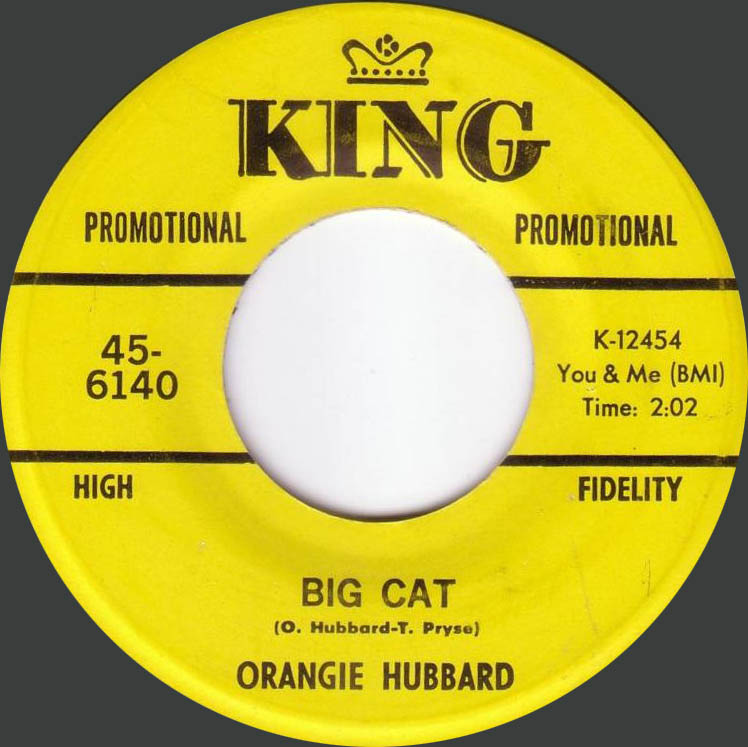
Vinylsingel från 1967.